# Nurmonaukko
Nurmonaukko är en fjärd i Finland. Den ligger i Rimito i landskapet Egentliga Finland, i den sydvästra delen av landet, 170 km väster om huvudstaden Helsingfors.
Nurmonaukko avgränsas av Torr-Kalsor i nordväst, Nurmo i norr, Haarakari och Tallgrundet i öster samt av Kronoma i söder. I norr övergår den i Montinaukko och i sydväst i Kronomafjärden.